# 坎特利亚
坎特利亚（Kantlia），是印度西孟加拉邦Haora县的一个城镇。总人口7371（2001年）。

## 人口
该地2001年总人口7371人，其中男性3825人，女性3546人；0—6岁人口950人，其中男469人，女481人；识字率66.99%，其中男性为72.92%，女性为60.60%。